# Stefan Siegenthaler (Moderator)

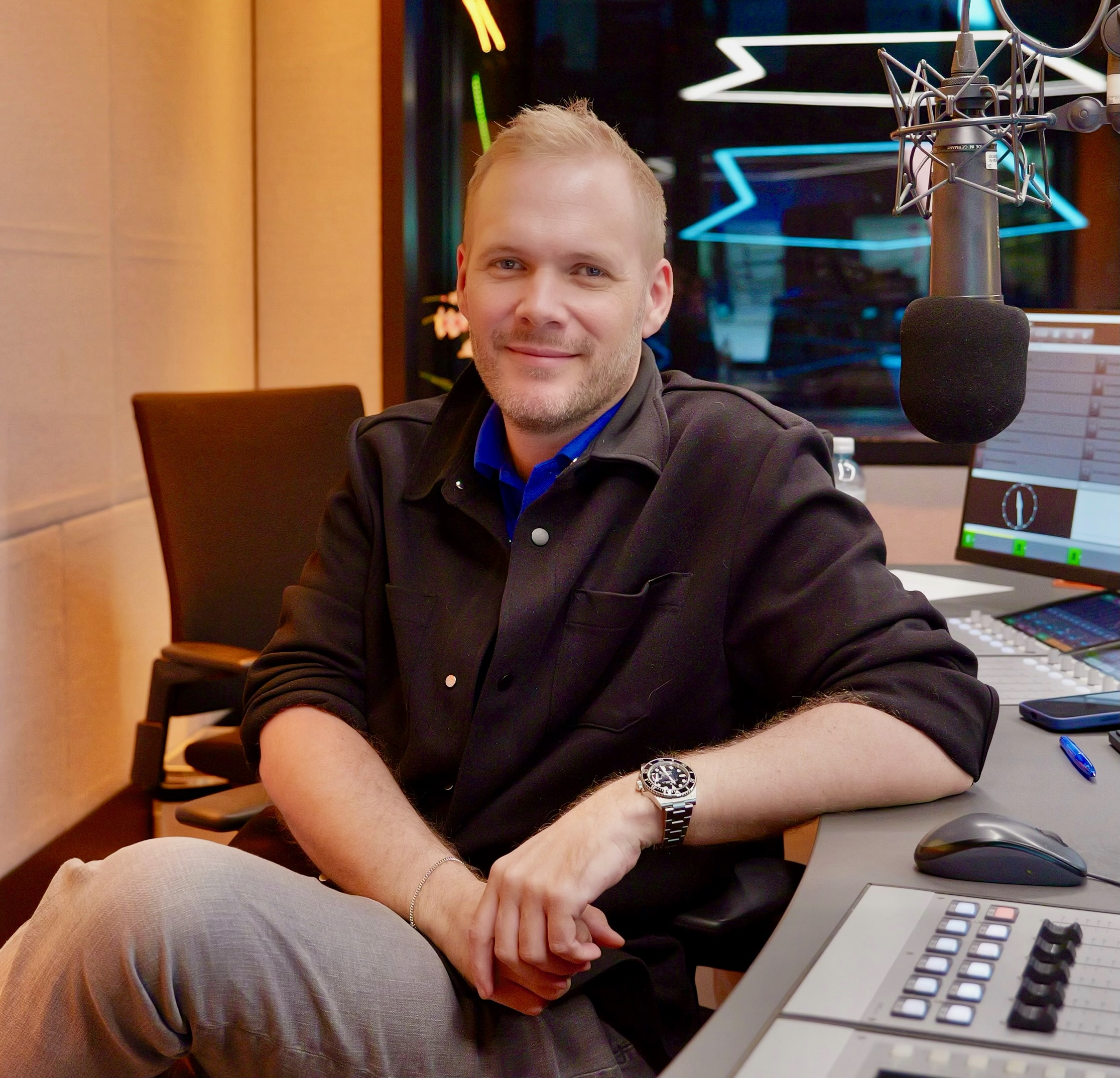
Stefan Siegenthaler (2025)

Stefan Siegenthaler (* 14. November 1982 in Kaufdorf) ist ein Schweizer Radiomoderator und Redaktor.

## Werdegang
Siegenthaler lebte während den ersten 22 Jahren in seinem Geburtsort Kaufdorf und zog anschliessend in die Stadt Bern. Er absolvierte zunächst eine Ausbildung zum Eidgenössisch Diplomierten Detailhandelsfachmann bei der Migros. Nach acht Jahren in diesem Beruf beendete er 2006 seine Arbeit im Detailhandel und wechselte in die Medienbranche und zum Journalismus.
2006 bewarb er sich deshalb bei mehreren Lokalradios um ein Volontariat. Kurze Zeit später entschied er sich für eine Praktikumsstelle beim Berner Lokalradio Radio BE1, die er im November 2006 antrat.
Nach einigen Monaten im Redaktionsbetrieb moderierte er fortan diverse Sendestrecken.
Im April 2010 wurde der Berner Lokalsender Radio BE1, der zuvor von Ringier übernommen worden war, in Energy Bern umbenannt. Dort übernahm er die Feierabend-Sendung Energy Downtown, welche er zwei Jahre moderierte.
Nach sechs Jahren wechselte Siegenthaler 2010 zu Radio SRF 1. Dort moderiert er bis heute verschiedene Sendestrecken zu hören. Unter anderem moderiert er die Morgensendung im Wechsel mit Elena Bernasconi, Sandra Schiess, Michael Brunner und Sven Epiney. Stefan Siegenthaler ist ausserdem Teamleiter und stellvertretender Moderationsleiter von Radio SRF 1.
Neben seinem Engagement beim Radio, moderiert Siegenthaler auch regelmässig Anlässe, wie zum Beispiel die renommierten Gespräche mit Ausblick der Stadt Kloten.
Siegenthaler ist liiert und wohnt in Kloten.